# Concrete Roman
Concrete Roman 是由高德纳使用 METAFONT 系统设计的一款粗衬线字体。  这款字体设计用以协调数学字体 AMS Euler，并在《具体数学》一书中首次被使用。相比于它著名的“同父兄弟”Computer Modern，Concrete Roman 的外观要更加粗重一些。由于这个原因，该字体有时被人用于屏幕显示，在低分辨率下，Concrete Roman 相比 Computer Modern 要更容易阅读。